# Бурая амбистома
Бурая амбистома (лат. Ambystoma gracile) — вид хвостатых земноводных из семейства амбистом.

## Описание
Взрослые особи существуют как в метаморфизированной форме, так и в неотенической.
Метаморфизованные взрослые особи имеют общую длину 14—22 см. Окраска тёмно-коричневая, серая или чёрная сверху и более светло-коричневая снизу. Хвостовой гребень закруглен сверху, нижний край хвоста острый. Околоушные железы хорошо заметны. Хвостовой гребень кажется шероховатым из-за концентрации зернистых желёз. Как околоушная, так и хвостовая железистые области покрыты отверстиями ядовитых желёз. Голова широкая, глаза относительно небольшие. Иногда наземные особи имеют мелкие, неправильной формы, пятна на спине.
Неотенические взрослые особи ведут водный образ жизни и сохраняют жабры. Длина тела до 13 см, длина с хвостом 26 см. Окрас от коричневатого до оливково-зелёного цвета, с жёлтым и чёрными пятнами. Отчетливые жёлтые пятна иногда усеивают бока и хвост. Цвет брюха варьируется от кремового до тёмно-серого.
Как наземные, так и неотенические самцы становятся темнее самок во время сезона размножения. У неметаморфизованных взрослых самцов задние конечности и ступни гипертрофированы, они менее пятнисты, хвостовой гребень увеличен.

## Образ жизни
Метаморфизация бурых амбистом напрямую зависит от высоты проживания. Взрослые особи на низких и промежуточных высотах почти все наземные, в то время как взрослые на очень больших высотах в основном неотенические. Наземные взрослые особи ведут норный образ жизни и обычно активны на поверхности только во время осенних дождей и весенних миграций в места размножения.
Взрослые саламандры едят мелких наземных беспозвоночных, таких как насекомые, черви и паукообразные.

## Размножение
Размножение происходит весной в стоячих или полустоячих водах, начиная от небольших, неглубоких прудов до крупных, глубоких озёр. Спаривающиеся пары проводят сложный ритуал ухаживания, который варьируются между различными регионами. Оплодотворение внутреннее, посредством сперматофора. Яичная масса очень твёрдая, похожа на мозг с желейным слоем вокруг всей массы. Отдельные яйца имеют диаметр 2 мм, а вся яичная масса размером с кулак. Яйца откладываются в воду примерно на 0,5—2 метра ниже поверхности.
Продолжительность эмбрионального развития зависит от температурой воды и варьируется от 2 до 9 недель. В низинах популяции метаморфоз происходит в возрасте 12—14 месяцев, на больших высотах через три года. Личинки длиной около 8 мм с перистыми внешними жабрами. Молодь имеет длину 16—105 мм от морды до клоаки. Личинки относятся к прудовому типу, имеют длинные жабры, длинные пальцы и длинный спинной плавник. Вдоль основания спинного плавника кожа сильно пигментирована. Старые личинки варьируются по цвету от тёмно-коричневого до оливково-зелёного или светло-жёлтого. На спине и боках могут быть жёлтые пятна.
Личинки питаются зоопланктоном, в рацион старых личинок входит разнообразная добыча, в том числе кольчатые черви, моллюски, личинки насекомых, веслоногие раки и плоские черви.

## Распространение
Населяет северо-западное тихоокеанское побережье Северной Америки. Встречается от юго-восточной Аляски на острове Мэй, через Вашингтон и Орегон на юг до устья реки Гуалала, Калифорния.

## Галерея

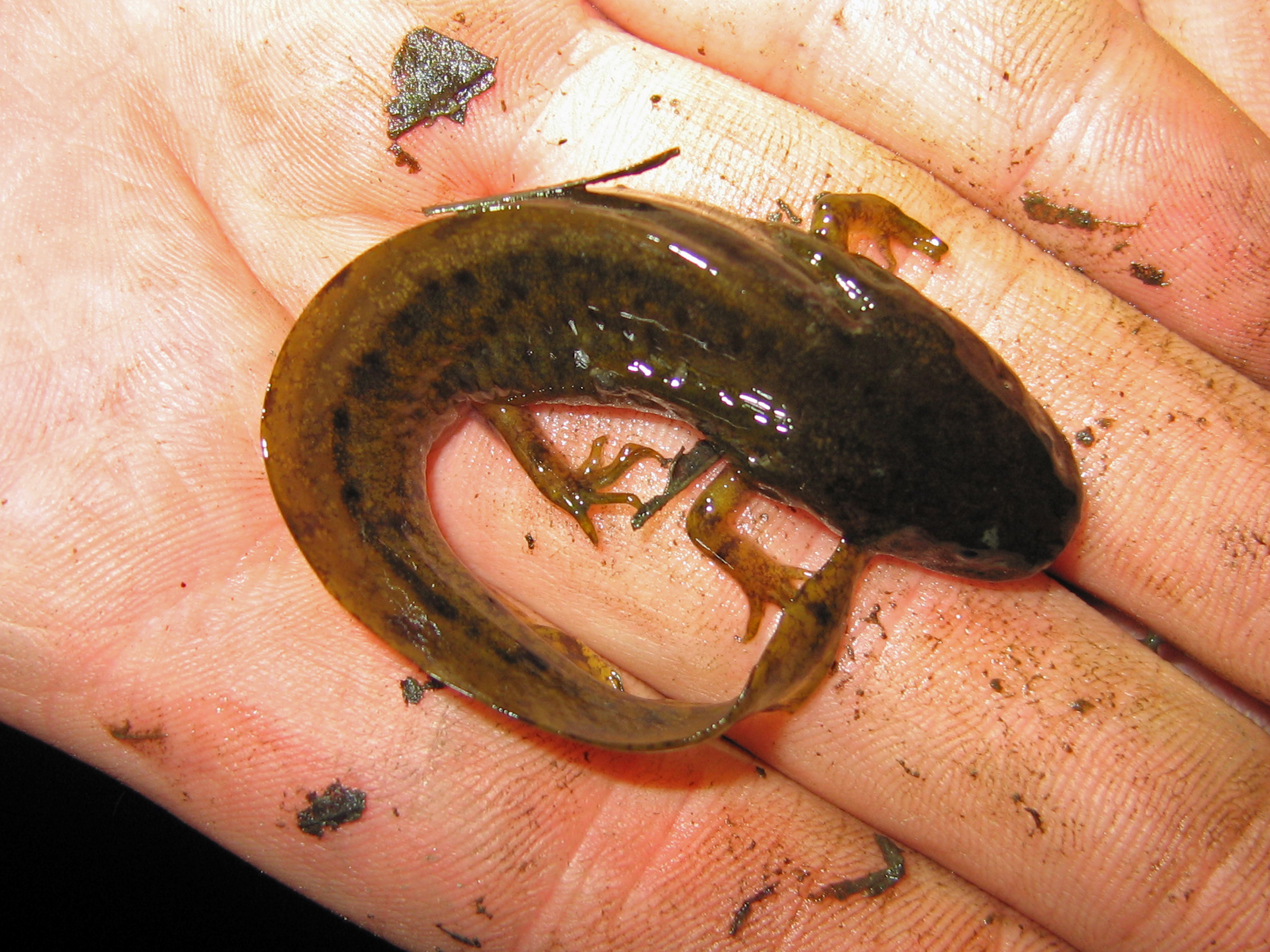
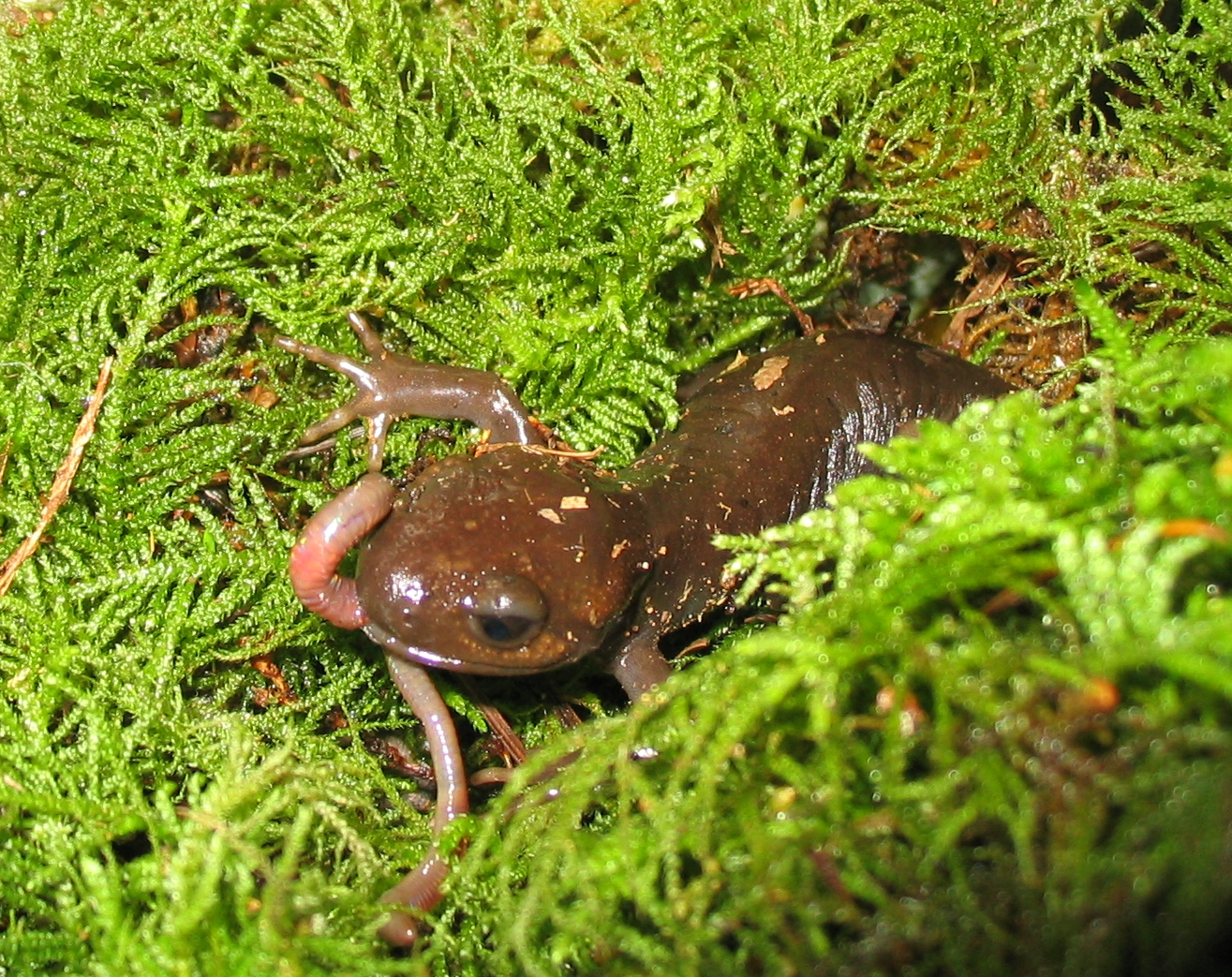
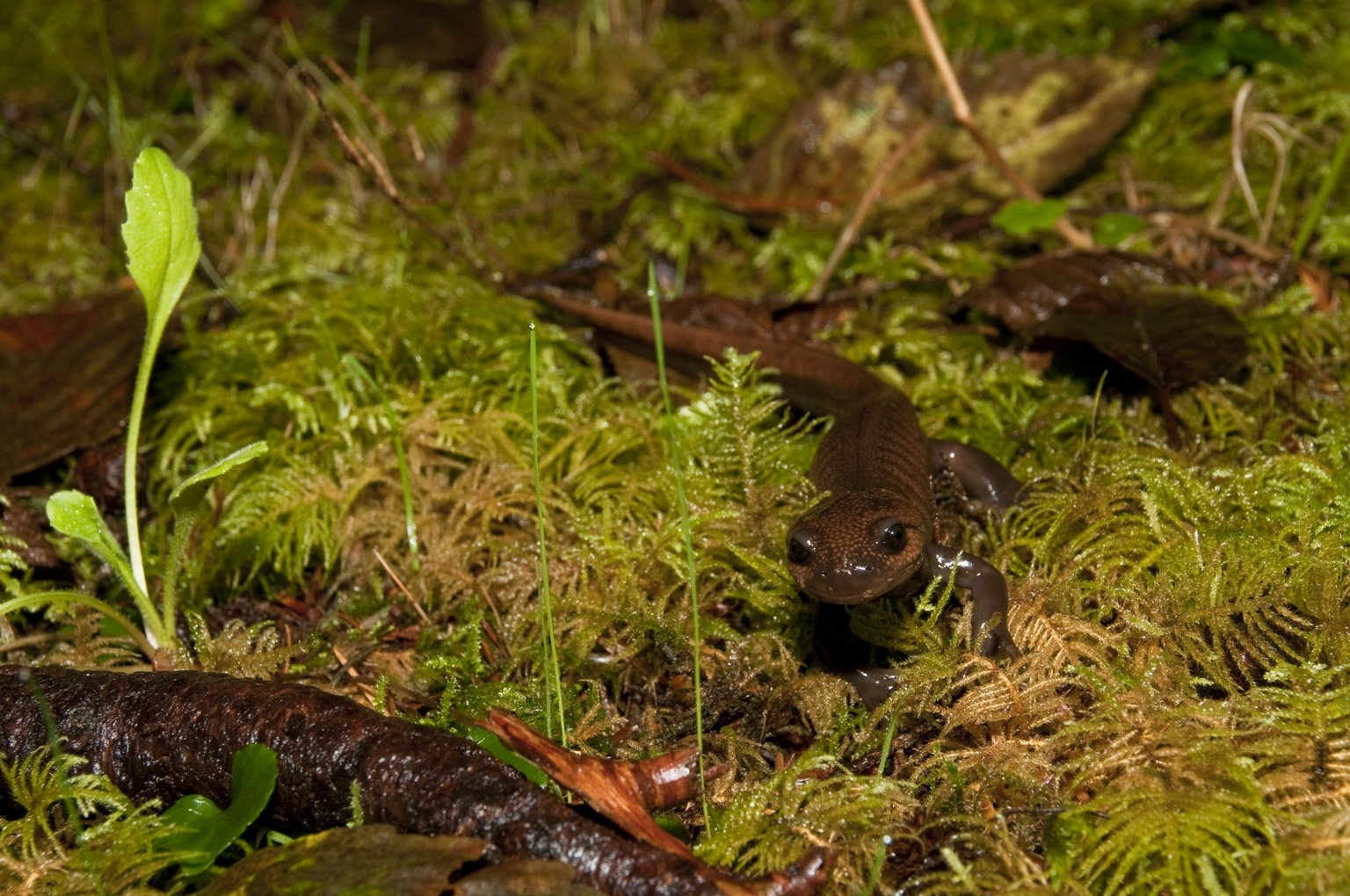
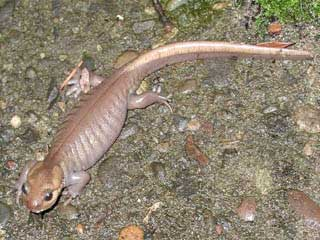